# Meja Mwangi
Meja Mwangi (ur. 1948 w Nanyuki), kenijski pisarz i filmowiec.
Studiował w kraju i zagranicą. Tworzy w języku angielskim. Mwangi debiutował w pierwszej połowie lat 70., debiutancką książkę opublikował w 1973. Jest autorem powieści, opowiadań, książek dla dzieci. W różnych rolach współpracował przy produkcji filmów, m.in. przy Pożegnaniu z Afryką (1985) i Gorylach we mgle (1988). Jego dzieła są tłumaczone na inne języki. Akcja jedynej wydanej w Polsce powieści jego autorstwa (Ulica Rzeczna) rozgrywa się już po uzyskaniu przez Kenię niepodległości. Jej bohaterami są robotnicy budujący siedzibę ministerstwa w stolicy kraju. W innych książkach Mwangi podejmuje temat wpływu kolonializmu na afrykańskie społeczności, pisze o epidemii AIDS i rozpadzie tradycyjnych rodzin.

## Twórczość
- Kill Me Quick (1973)
- Carcase for Hounds (1974)
- Ulica Rzeczna (Going Down River Road 1976)
- The Cockroach Dance (1979)
- Taste of Death (1975)
- The Bushtrackers (1979)
- Bread of Sorrow (1987)
- The Return of Shaka (1989)
- Weapon of Hunger (1989)
- Striving for the Wind (1990)
- The Last Plague (2000)
- Mountain of Bones (2001)
- The Boy Gift (2006)
- Mama Dudu, the Insect Woman (2007)
- Baba Pesa (2007)
- The Big Chiefs (2007)
- Gun Runner (2007)
- Power (2009)
- Blood Brothers (2009)